# Andrex
 (janvier 2025).
Si vous disposez d'ouvrages ou d'articles de référence ou si vous connaissez des sites web de qualité traitant du thème abordé ici, merci de compléter l'article en donnant les références utiles à sa vérifiabilité et en les liant à la section « Notes et références ».

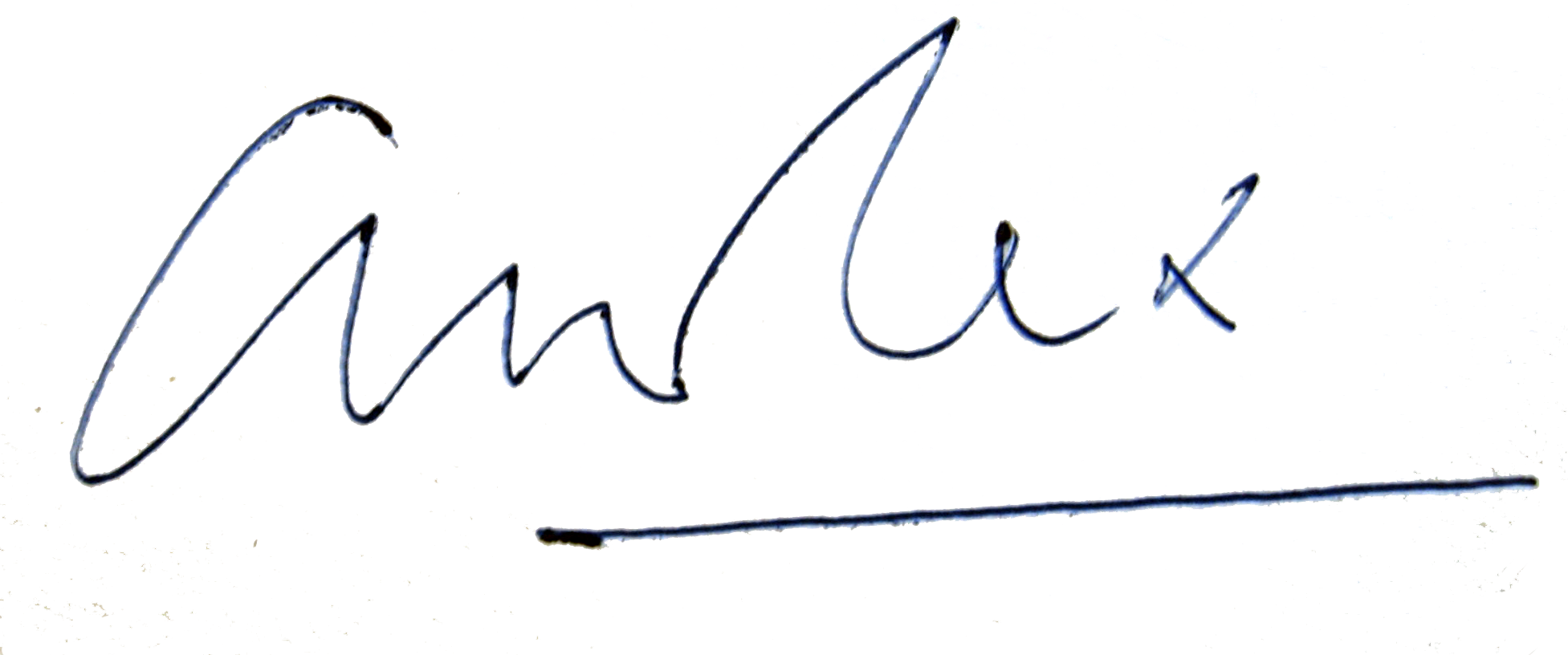
Signature d'Andrex

André Alexis Jaubert dit Andrex, né le 23 janvier 1907 à Marseille et mort le 9 juillet 1989 dans le 16e arrondissement de Paris, est un acteur et chanteur français.

## Biographie
André Jaubert naît à Marseille, au 105 de la rue Saint-Pierre. C’est à l’école Copello qu’il rencontre Fernandel avec qui il se lie d’une amitié qui ne se démentira jamais. Plus tard, Fernandel le lance au cinéma, en l'aidant à avoir des rôles (tous les réalisateurs avec qui Andrex a travaillé connaissaient Fernandel). Andrex était environ quatre ans plus jeune que Fernandel, qui était né en 1903.  
Aidé par Maurice Chevalier, il fait ses débuts comme chanteur à l’Alcazar de Marseille, avant de « monter » à Paris et de se produire au Concert Mayol. Il se tourne ensuite vers le théâtre et l’opérette. En 1932, il se fait embaucher par Henri Varna au Casino de Paris qui lui ouvre les portes des plus grands music-halls de la capitale : l’ABC, Bobino, le Théâtre de l'Empire. En 1931, il apparaît dans le court-métrage de Louis Mercanton, Une idée de génie. En 1933, il joue pour la première fois avec son ami d’enfance Fernandel. Au total, on les retrouve dans 29 films car Fernandel, devenu célèbre assez rapidement, réserve souvent à son ami Andrex un rôle à sa convenance dans les films qu'il tourne. Ainsi, on les retrouve en 1934 dans le chef-d’œuvre de Marcel Pagnol, Angèle, et dans tous les autres succès populaires de l’époque : Ignace en 1937, Barnabé en 1938 ou Les Cinq Sous de Lavarède en 1939. Il joue également dans Manon (1949) sous la direction d’Henri-Georges Clouzot. C’est encore et toujours dans les films de Fernandel que l’on retrouve Andrex : on se souvient de lui dans le rôle de Rascasse dans Simplet (1942) tandis que dans Honoré de Marseille (1956) il incarne Pastèque. Il participe également au film réunissant Bourvil et Fernandel, La Cuisine au beurre (1963). Toujours en 1963, dans Monsieur de Jean-Paul Le Chanois, il campe, aux côtés de Jean Gabin, Antoine, un gangster plus naïf que malin.
Andrex continue parallèlement de mener avec sa carrière d’acteur, une carrière de chanteur avec des chansons telles que Comme de bien entendu, La Samba brésilienne ou encore son plus grand succès Chez Bébert (le monte-en-l'air), dont il se souvient dans le titre de ses mémoires : On ne danse plus la java chez Bébert. Il participe à de nombreux galas à Lyon organisés par son ami Jo Darlays (le célèbre speaker Octave-Joseph Gerbet-Darlays, dit « Jo », dit « Toto», dont Fernandel et lui avaient fait la connaissance dans la troupe du comédien Niamord de Marseille), et il y rode ses tours de chant. Darlays était aussi un ancien marin de Toulon, qui a connu plus tard le Commandant L'Herminier.
Brigitte Fontaine, qui l'a personnellement connu, lui rend hommage dans son album kékéland en reprenant le titre Y a des zazous, en duo avec -M-. Du côté de sa carrière d’acteur, jusqu’au bout, Fernandel pense à lui. Dès lors, Andrex fait partie du premier film produit par la Gafer, société de production fondée, comme son nom le suggère, par Gabin et Fernandel. Au début des années 1970, il s’essaye aux séries télévisées et apparaît ainsi dans Le Petit Théâtre de Jean Renoir (1970).
Après le décès, en 1971, de son épouse, l'actrice Ginette Baudin (1921-1971), et de Fernandel, son grand ami, qui l'aidait à avoir de petits rôles au cinéma, les apparitions d'Andrex dans les médias se font de plus en plus rares.
En 1973, il participe avec d'autres artistes à l'enregistrement de succès de la chanson française des décennies 1930, 1940 et 1950, parus ensuite en albums de deux disques sous le label Festival (distribution Musidisc-Europe).
Il apparaît au cinéma en 1979 dans Charles et Lucie de Nelly Kaplan, avant d'y revenir une dernière fois en 1983 dans le film Cap Canaille de Juliet Berto et Jean-Henri Roger.
Il meurt le 10 juillet 1989 à Paris 16e, des suites d’une attaque cardiaque. Il repose avec son épouse au cimetière parisien de Saint-Ouen.

## Filmographie

### Cinéma
- 1931 : Une idée de génie (court métrage) de Louis Mercanton
- 1932 : Toine de René Gaveau
- 1933 : Le Coq du régiment de Maurice Cammage
- 1934 : Angèle de Marcel Pagnol : Louis, le jeune qui séduit Angèle
- 1934 : Les Bleus de la marine de Maurice Cammage : le lieutenant
- 1934 : Ferdinand le noceur de René Sti : un client du bordel
- 1934 : Toni de Jean Renoir : Gaby
- 1936 : La Brigade en jupons de Jean de Limur
- 1936 : Josette de Christian-Jaque : Lucien
- 1937 : Gribouille de Marc Allégret : Robert
- 1937 : L'Étrange Monsieur Victor de Jean Grémillon : Robert Cérani
- 1937 : Les Dégourdis de la 11e de Christian-Jaque
- 1937 : Ignace de Pierre Colombier : Serge
- 1937 : Un carnet de bal de Julien Duvivier : Paul
- 1937 : L'Affaire du courrier de Lyon de Maurice Lehmann : l'avocat de Lesurques
- 1938 : La Marseillaise de Jean Renoir : Honoré Arnaud
- 1938 : Le Dompteur de Pierre Colombier : Bertrand
- 1938 : Derrière la façade de Georges Lacombe et Yves Mirande : André Laurent, employé de banque
- 1938 : Vacances payées de Maurice Cammage : le premier gangster
- 1938 : L'Entraîneuse d'Albert Valentin : Marcel
- 1938 : Barnabé d'Alexander Esway : André Dubreuil
- 1938 : Hôtel du Nord de Marcel Carné : Kenel, un ouvrier habitué de l'hôtel
- 1939 : Fric-Frac de Maurice Lehmann : P'tit Louis, un petit malfrat
- 1939 : Les Cinq Sous de Lavarède de Maurice Cammage : Jim Strong
- 1939 : Circonstances atténuantes de Jean Boyer : Môme de dieu, un petit malfrat
- 1939 : Les Gangsters du château d'If de René Pujol : Bimbo
- 1940 : L'Irrésistible Rebelle de Jean-Paul Le Chanois : Le second scénariste
- 1940 : Un chapeau de paille d'Italie de Maurice Cammage : Achille de Rosalba
- 1941 : Parade en sept nuits de Marc Allégret : Tonin, le séducteur
- 1941 : Le Club des soupirants de Maurice Gleize : Maxime
- 1941 : Les Petits Riens de Raymond Leboursier : Mesnard
- 1941 : Une femme dans la nuit d'Edmond T. Gréville : le charbonnier
- 1941 : La Belle Vie (court métrage) de Robert Bibal
- 1942 : Fou d'amour de Paul Mesnier : Ulysse
- 1943 : Le Mistral de Jacques Houssin : Charles
- 1942 : La Bonne Étoile de Jean Boyer : Maurice Carissol
- 1942 : Simplet de Fernandel : Rascasse
- 1945 : Madame et son flirt de Jean de Marguenat : Gérard
- 1945 : Comédiens ambulants (court métrage) de Jean Canolle
- 1946 : Les Trois Cousines de Jacques Daniel-Norman : Claude
- 1946 : La Femme en rouge de Louis Cuny : le chef des gangsters
- 1949 : Manon d'Henri-Georges Clouzot : le trafiquant
- 1949 : L'Héroïque Monsieur Boniface de Maurice Labro : Charlie, le chef de gang
- 1950 : Uniformes et Grandes Manœuvres de René Le Hénaff : André Duroc
- 1950 : Boniface somnambule de Maurice Labro : Charlie, le chef de gang
- 1951 : Adhémar ou le Jouet de la fatalité de Fernandel : Tisalé
- 1951 : La Table-aux-crevés d'Henri Verneuil : Frédéric Gari
- 1954 : Le Mouton à cinq pattes d'Henri Verneuil : un marin
- 1954 : Le Printemps, l'automne et l'amour de Gilles Grangier : Blancard, le chef de gare
- 1955 : Si Paris nous était conté de Sacha Guitry : Paulus, le chanteur
- 1955 : Quatre jours à Paris d'André Berthomieu : le brigadier
- 1955 : Si tous les gars du monde de Christian-Jaque : Lagarrigue
- 1956 : Honoré de Marseille de Maurice Regamey : Pastèque
- 1956 : Sous le ciel de Provence ou Quatre pas dans les nuages de Mario Soldati : Frédéric
- 1956 : Vacances explosives de Christian Stengel : Joe Ravello
- 1957 : Paris clandestin de Walter Kapps : Max
- 1958 : La P... sentimentale de Jean Gourguet : Tony, le souteneur
- 1959 : Interpol contre X de Maurice Boutel : Mathias
- 1960 : Cocagne de Maurice Cloche : Amédée, le patron du bistrot
- 1962 : L'Aîné des Ferchaux de Jean-Pierre Melville : M. Andréi
- 1963 : La Cuisine au beurre de Gilles Grangier : Pelletan, le bistrot
- 1964 : Monsieur de Jean-Paul Le Chanois : Antoine, un « petit »chef de gang
- 1964 : L'Âge ingrat de Gilles Grangier : le camionneur
- 1966 : La Bourse et la Vie de Jean-Pierre Mocky : le chef de convoi
- 1969 : La Honte de la famille de Richard Balducci : Etouvant
- 1983 : Cap Canaille de Jean-Henri Roger et Juliet Berto : Pascal Andréucci

### Télévision
- 1965 : Frédéric le gardian (série télévisée) : Julien
- 1965 : 22, avenue de la Victoire (mini-série)
- 1970 : Les Enquêtes du commissaire Maigret de Claude Barma, épisode : Maigret

Cageot
- 1970 : Le Petit Théâtre de Jean Renoir (téléfilm) : Blanc
- 1972 : Au théâtre ce soir (série télévisée) : Capoulet
- 1972 : Le Voleur de riens (téléfilm) : Félicien
- 1973 : Pour une poignée d'herbes sauvages (téléfilm) : Bob
- 1975 : Cigalon, téléfilm français réalisé par Georges Folgoas : le complice de M. Le Comte

## Théâtre
- 1956 : Virginie de Michel André, mise en scène Christian-Gérard, théâtre Daunou

## Publication
- Andrex, On ne danse plus la java chez Bébert (mémoires), Presses de la Renaissance, Paris, 1989.